# Río Quinto (buque)
El Río Quinto fue un buque de carga de Argentina que estuvo activo desde 1950 hasta los años setenta.

## Historia
Este buque, gemelo del Río Cuarto, fue construido por Cantieri Riuniti dell'Adriatico en Monfalcone, Italia, en el marco de un plan naval ejecutado por el IAPI. Prestó servicio con la Flota Mercante del Estado (FME) desde 1950 hasta su transferencia a la Empresa Líneas Marítimas Argentinas (ELMA) en 1961. En 1973 colisionó con el hidrográfico ARA Ushuaia hundiéndose este. Fue vendido a un particular para su posterior desguace, a finales de los años setenta.